# Łuczyce (rejon klecki)
Łuczyce, także Łyczyce (biał. Лучыцы, Łuczycy; ros. Лучицы, Łuczicy) – wieś na Białorusi, w obwodzie mińskim, w rejonie kleckim, w sielsowiecie Siniawka.

## Historia
W dwudziestoleciu międzywojennym leżały w Polsce, w województwie nowogródzkim, w powiecie nieświeskim, w gminie Siniawka. W 1921 miejscowość liczyła 134 mieszkańców, zamieszkałych w 26 budynkach, wyłącznie Białorusinów. 127 mieszkańców było wyznania prawosławnego i 7 rzymskokatolickiego.
Po II wojnie światowej w granicach Związku Sowieckiego. Od 1991 w niepodległej Białorusi.